# Kirsten Jacobsen
Kirsten Jacobsen Larsen (født Kirsten Larsen 18. februar 1942 i Aalborg, død 2. december 2010 i København) var statsautoriseret ejendomsmægler og tidligere folketingsmedlem.
Kirsten Jacobsen var datter af depotbestyrer Børge Larsen og Helene Bånd-Larsen. Hun havde mellemskoleeksamen og var uddannet på advokatkontor, indtil hun i 1970 blev statsautoriseret ejendomsmælger. I sine yngre år var hun medlem af Konservativ Ungdom.
Hun har været medlem af Dansk Ejendomsmæglerforenings uddannelsesråd, bestyrelsesmedlem for Ejendomsmæglernes A/S fra 1971 og formand for grundejerforeningen Fuglebakken.

## Politisk karriere
I 1973 blev hun opstillet som folketingskandidat for Fremskridtspartiet i Aalborg Vestkredsen, og blev valgt til Folketinget 4. december samme år. Her sad hun frem til 7. december 1981, hvor hun blev ramt af sygdom. Hun blev midlertidigt medlem af Folketinget fra 25.-31. maj 1986. Hun blev atter valgt til Folketinget 10. maj 1988 – denne gang i Aalborg Nordkredsen – og repræsenterede Fremskridtspartiet frem til 12. oktober 1999, hvor hun sammen med de øvrige medlemmer af Fremskridtspartiets gruppe dannede Frihed 2000. Fra 7. februar 2001 og frem til valget 20. november samme år var Kirsten Jacobsen løsgænger.
I sin tid i Folketinget var Kirsten Jacobsen medlem af Nordisk Råd fra 1973 til 1981, medlem af Europarådet fra 1977-1981 og 1988-1989 samt medlem af tilsynsrådet for Det Kgl. Teater 1973-1981.
Hun var næstformand for Fremskridtspartiets folketingsgruppe fra 1975-1976, bolig- og erhvervspolitisk ordfører fra 1988-1999, næstformand for Folketingets Boligudvalg fra 1990 til 1998 og medlem af Folketingets Præsidium 27. december 1990 - 1. oktober 1996. Da Fremskridtspartiet i 1995 blev splittet og Dansk Folkeparti dannet af bl.a. Pia Kjærsgaard, blev Kirsten Jacobsen politisk ordfører. Den post havde hun frem til 1997. Kirsten Jacobsen var endvidere medlem af Dansk Interparlamentarisk Gruppe og af det parlamentariske undersøgelsesudvalg vedrørende Spar Nords overtagelse af Himmerlandsbanken, ligesom hun havde sæde i Erhvervsministeriets Idégruppe vedrørende Ejendomshandel.
Blandt de mere kendte sager medvirkede hun i 80-90'erne til at afdække systematisk overbelåning blandt danske realkreditinstitutter. I kampen for markedsandele belånte de ejendomme til fiktive overpriser på flere gange de reelle salgsværdier, f.eks. til byggematadoren Kurt Thorsen. Dette førte senere til milliardtab til realkreditinstitutterne.
I sine senere år i Folketinget havde Kirsten Jacobsen et nært venskab med SF'eren Lilli Gyldenkilde, som hun lavede tv-brevkassen Spørg Lilli og Kirsten sammen med i 1996.
Hun var, særligt ved valget i 1998, en stor stemmesluger. Kirsten Jacobsen fik så mange personlige stemmer, at det rakte til to kredsmandater i Nordjylland, hvilket bevirkede at Fremskridtspartiet klarede sig over spærregrænsen og dermed forblev i Folketinget.

### Frihed 2000
Da Mogens Glistrup fik sin tidligere eksklusion af Fremskridtspartiet annulleret på partiets landsmøde i 1999, meldte partiets fire folketingsmedlemmer sig i protest ud af Fremskridtspartiet og dannede i stedet 12. oktober 1999 folketingsgruppen Frihed 2000. Frihed 2000 fortsatte den politik de valgt på i 1998. Gruppen blev opløst 7. februar 2001 fordi Tom Behnke i stedet tilsluttede sig Det Konservative Folkeparti. Kirsten Jacobsen og de øvrige tidligere fremskridtsfolk var løsgængere i Folketinget fra opløsningen af Frihed 2000 til Folketingsvalget 20. november 2001 hvor de ikke stillede op.

### Konservative
I 2008 valgte hun atter at melde sig ind i et politisk parti. Som følge af at Lene Espersen blev formand hos De Konservative, valgte Kirsten Jacobsen at melde sig ind i partiet, der ifølge hende med formandsskiftet havde "mistet støvet".

## Hæder og anerkendelser
Kirsten Jacobsen blev i 1993 kåret som Årets Politiker, og blev Ridder af Dannebrogordenen i 1991 og ridder af 1. grad 1996.

## Udgivelser
Kirsten Jacobsen udgav i 1998 selvbiografien Kirsten, som udkom på forlaget Møntergården. ISBN 87-7901-043-1